# Casebrook
Casebrook est une banlieue du côté de la cité de Christchurch, dans l’Île du Sud de la Nouvelle-Zélande.

## Histoire
Les terres de Casbrook  furent mis en culture par Walter Case (1881?-1961).
Quand  l’école de «Casebrook Intermediate» fut construit en 1966, il combina son nom avec la présence d’un cours d’eau près de l’école.
La banlieue se développa en conséquence et prit son nom à partir de l’école . En conséquence :Il y a une rue nommée: ‘Walter Case Drive’ dans la banlieue.

## Démographie
Casebrook, comprenant la zone statistique de « Casebrook » mais aussi «Regents Park», couvre 3,28 km2. Le secteur de Casebrook a une population estimée à  5 920 habitants en juin 2021 avec une densité de population de 1 805 personnes par km2..
La banlieue de Casebrook avait une population 5 262 habitants lors du recensement de 2018 en Nouvelle-Zélande, en augmentation de 291 personnes (soit 5,9 %) depuis le recensement de 2013 en Nouvelle-Zélande, et une augmentation de 369 personnes (soit 7,5 %) depuis le recensement de 2006 en Nouvelle-Zélande.
Il y avait 1 941 logements.
On comptait:2 547 hommes et 2 721 femmes, donnant ainsi un sexe- ratio de 0,94 homme pour une femme avec 933 personnes (soit 17,7 %) âgées de moins de 15 ans, 1 059 personnes (soit 20,1 %) âgées de 15 à 29 ans, 2 409 personnes (soit 45,8 %) âgées de 30 à 64 ans et 867 personnes (soit 16,5 %) âgées de 65 ans et plus.
L’ethnicité était constituée de  85,7 % d’européens/Pākehā, de 8,2 % Māoris, 2,5 %  de personnes du Pacifique, 10,5 % d’asiatiques et de 2,6 % d’autres ethnicités (le total fait plus de 100 % dans la mesure où les personnes peuvent s’identifier avec de multiples ethnicités).
La proportion de personnes nées outre-mer était de 19,6 %, comparée aux  27,1 % au niveau national.
Bien que certaines personnes objectent à donner leur religion, 49,4 % n’avaient aucune religion, 40,2 % étaient chrétiens, 0,8 % étaient hindouistes, 0,9 % étaient musulmans, 0,6 % étaient bouddhistes et 2,1 % avaient une autre religion.
Parmi ceux d’au moins 15 ans d’âges, 867 personnes (soit 20,0 %) avait un niveau de bachelier ou un niveau supérieur et 771 personnes (17,8 %) n’avaient aucune qualification formelle.
Le statut d’emploi de ceux d’au moins 15 ans était pour 2 226 personnes ( soit 51,4 %)  employés à plein temps, 666 personnes (soit 15,4 %) étaient employés à temps partiel et 138 personnes (soit 3,2 %) étaient sans emploi.
| Nom              | Population | logements | âge médian | revenus médians |
| ---------------- | ---------- | --------- | ---------- | --------------- |
| Casebrook        | 4095       | 1560      | 38,9 ans   | 34,500 $.       |
| Regents Park     | 1,167      | 381       | 45,3 ans   | 44,900 $        |
| Nouvelle-Zélande |            |           | 37,4 ans   | 31,800 $        |

## Éducation
L’école de «Casebrook Intermediate»  est une école intermédiaire accueillant les enfants des années 7 à 8.
Elle a un effectif de 481 élèves en mars 2021. L’école a ouvert en 1966.